# Norops woodi
Norops woodi este o specie de șopârle din genul Norops, familia Polychrotidae, descrisă de Dunn 1940. Conform Catalogue of Life specia Norops woodi nu are subspecii cunoscute.